# 7225 Хантрес
7225 Хантрес (7225 Huntress) — астероїд головного поясу, відкритий 22 січня 1983 року.
Тіссеранів параметр щодо Юпітера — 3,527.